# Tomás Berreta

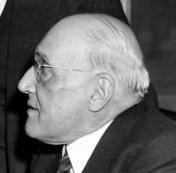
Tomás Berreta (1947)

Tomás Berreta Gandolfo (* 22. November 1875 in Montevideo; † 2. August 1947) war ein uruguayischer Politiker.
Vom 4. Januar 1917 bis zum 18. Januar 1920 hatte er das Amt des Intendente des Departamentos Canelones inne. Am 24. November 1946 wurde er zum 25. Präsidenten Uruguays gewählt. Das Amt trat er am 1. März 1947 an und hatte es bis zum 2. August 1947 inne. Er gehörte, wie alle Präsidenten seit 1865, der Partido Colorado an.

## Leben
Berreta starb noch während seiner kurzen Amtszeit. Sein Nachfolger wurde Luis Batlle Berres, der damit der erste Vizepräsident war, der durch den Tod des Präsidenten dessen Amt übernahm.